# Formel 3000 1992
Formel 3000 1992 vanns av Luca Badoer, vilket var hans största merit i karriären.

## Delsegrare
| Datum        | Bana        | Vinnare           |
| ------------ | ----------- | ----------------- |
| 10 maj       | Silverstone | Jordi Gené        |
| 8 juni       | Pau         | Emanuele Naspetti |
| 21 juni      | Barcelona   | Andrea Montermini |
| 12 juli      | Enna        | Luca Badoer       |
| 25 juli      | Hockenheim  | Luca Badoer       |
| 23 augusti   | Nürburgring | Luca Badoer       |
| 29 augusti   | Spa         | Andrea Montermini |
| 19 september | Albacete    | Andrea Montermini |
| 11 oktober   | Nogaro      | Luca Badoer       |
| 18 oktober   | Magny-Cours | Jean-Marc Gounon  |

## Slutställning
| Plats | Förare             | Poäng |
| ----- | ------------------ | ----- |
| 1     | Luca Badoer        | 46    |
| 2     | Andrea Montermini  | 34    |
| 3     | Rubens Barrichello | 27    |
| 4     | Michael Bartels    | 25    |
| 5     | Jordi Gené         | 21    |
| 6=    | Emanuele Naspetti  | 19    |
| 6=    | Jean-Marc Gounon   | 19    |
| 8     | Emmanuel Collard   | 13    |
| 9     | David Coulthard    | 11    |
| 10    | Olivier Panis      | 10    |